# 今町站
今町站（日语：／ Imamachi eki */?）是一個位於宮崎縣都城市五十町的日本國有鐵道（國鐵）志布志線車站。在1987年（昭和62年）3月28日與志布志線一同停用。

## 停用前車站結構
- 為單面月台1面1線，之前是相對式月台2面2線。
- 無人站。
- 有一個在戰後建成的站舍。

## 歷史
- 1923年1月14日：志布志線都城～末吉開通[1]，開始營運，為中途站。
- 1963年4月：月台由2面2線改為1面1線。
- 1965年10月1日：車站成為無人站。
- 1987年3月28日：與志布志線一同停用。

## 鄰近車站
日本國有鐵道
志布志線
西都城站 - 今町站 - 末吉站